# Bonifacio Ramos
Bonifacio Ramos (Asunción del Paraguay, mayo de 1787 - Buenos Aires, 15 de octubre de 1844) fue un militar del arma de artillería de origen paraguayo radicado en la Argentina, que participó en la guerra de la independencia y en la guerra civil de ese país, y en la guerra del Brasil. Sus padres fueron Antonio Ramos y Juana Inés Espíndola, que se trasladaron a Buenos Aires a comienzos del siglo XIX .

## Biografía
Fue militar desde su juventud y prestó servicios en la guarnición de Buenos Aires.
Luchó contra las Invasiones Inglesas; fue el responsable del cañoneo de la Iglesia de Santo Domingo, ocupada por los invasores durante la Defensa de Buenos Aires. Los daños producidos por el cañoneo se pueden ver en la actualidad.
Participó en los preparativos de la Revolución de Mayo, juntando firmas y convenciendo a los oficiales que aún dudaban de retirar su apoyo al virrey.
El 22 de agosto de 1810 solicitó su incorporación al Regimiento de la Patria. El 21 de septiembre se le ordenó ponerse a disposición de Manuel Belgrano. Con el grado de capitán y 24 años de edad, combatió como segundo jefe de la artillería en las batallas de Paraguari y Tacuarí; en la segunda de las cuales fue herido de gravedad. De allí pasó al sitio de Montevideo. A su regreso a Buenos Aires, se destacó en la represión del Motín de las Trenzas.
Regresó al sitio de Montevideo, participó en la batalla de Cerrito y fue el jefe de los dos cañones que llevó el coronel Domingo French en su campaña al norte de la Banda Oriental en 1814.
A principios del año siguiente, tras su victoria en la batalla de Guayabos, los federales lograron ocupar Montevideo; la mayor parte de los oficiales se retiraron a Buenos Aires, pero Ramos quedó en la ciudad por estar enfermo. El caudillo José Artigas lo nombró comandante de la artillería de la ciudad. En noviembre de 1817, descontento con los métodos del coronel Fernando Otorgués, regresó a Buenos Aires, retirándose del ejército.
En mayo de 1820 fue reincorporado al ejército por orden del gobernador Ildefonso Ramos Mexía, y combatió contra las dos revoluciones dirigidas por el coronel Manuel Pagola. A principios del año siguiente pasó a la provincia de Entre Ríos, como jefe de la artillería de la división porteña del coronel Lucio Norberto Mansilla; fue capitán del puerto de Paraná durante todo el gobierno de Mansilla, y regresó con él a Buenos Aires en 1823. Fue pasado a retiro por la reforma militar de Bernardino Rivadavia.
En 1826 se reincorporó al ejército para la guerra del Brasil, como encargado del parque de artillería, y participó de la batalla de Ituzaingó a órdenes del coronel Iriarte, jefe de la artillería argentina.
En 1828 apoyó con reticencia la revolución de Juan Lavalle contra Manuel Dorrego, y a fines de ese año siguiente fue enviado a Montevideo a vender todos los armamentos y artefactos del ejército que había hecho la guerra del Brasil, y que permanecían en esa ciudad. El gobernador Juan Manuel de Rosas lo nombró comandante de la isla Martín García.
En 1831 participó en la campaña de Juan Ramón Balcarce contra los unitarios de Córdoba, y al año siguiente fue ascendido al grado de coronel. En 1833 formó parte del consejo de guerra contra el capitán José María Pinedo, que no había defendido las islas Malvinas cuando la ocupación británica de las mismas. Defendió al gobernador Balcarce contra la revolución que lo derrocó, por lo que dos años más tarde fue dado de baja por el gobernador Rosas.
Se reincorporó al ejército en 1837 y fue enviado a Tucumán, para colaborar en la Guerra contra la Confederación Perú-Boliviana. Fue edecán del general Alejandro Heredia, y luego comandante de la división oeste de la provincia de Salta, al frente de la cual avanzó hasta la Quebrada de Humahuaca, pero sin llegar al frente de lucha.
Regresó a Buenos Aires al año siguiente, donde fue comandante del parque de artillería hasta el final de su vida.